# 1971

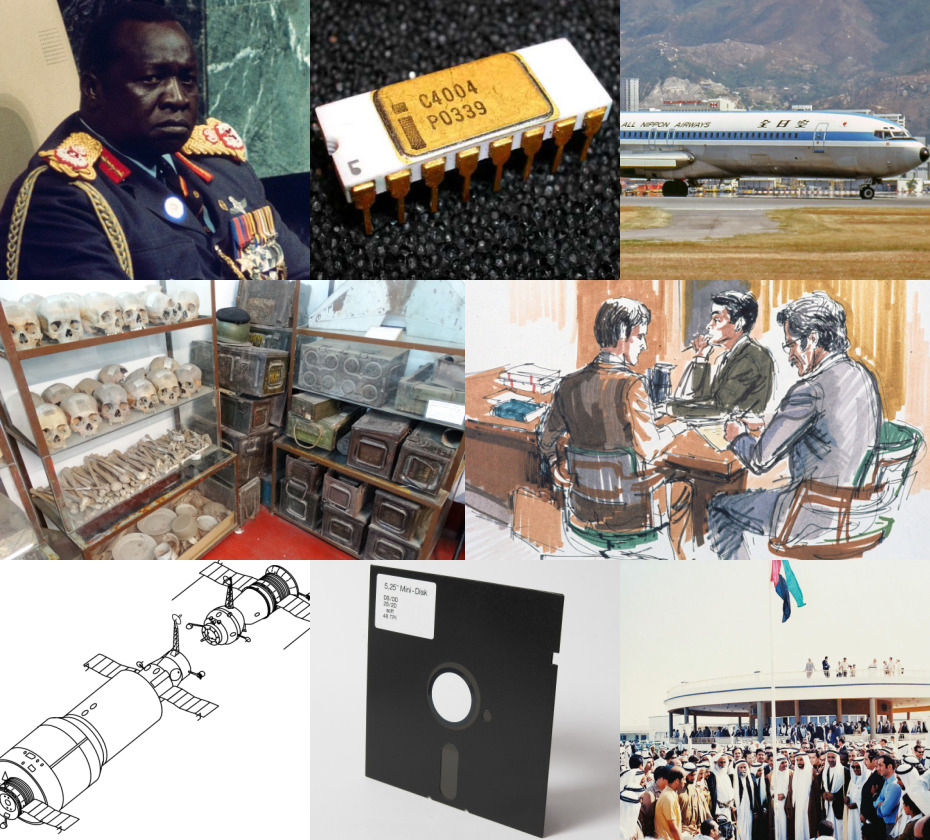
De izquierda a derecha y de arriba abajo:
• Idi Amin lidera el golpe de Estado en Uganda de 1971 contra el gobierno del presidente Milton Obote.
• Intel produce el primer microprocesador comercial.
• Un caza a reacción JASDF F-86F Sabre choca con el vuelo 58 de All Nippon Airways, lo que provocó que ambos aviones se estrellaran contra el suelo sin dejar sobrevivientes.
• Los Papeles del Pentágono revelaron que EE. UU. había ampliado en secreto el alcance de sus acciones en la Guerra de Vietnam con incursiones costeras en Vietnam del Norte y ataques del Cuerpo de Marines.
• Se fundan los Emiratos Árabes Unidos.
• Se introduce el disquete.
• La Unión Soviética lanza Saliut 1, la primera estación espacial.
• Los miembros de las Fuerzas Armadas de Pakistán y las milicias islamistas propakistaníes de Jamaat-e-Islami cometieron el genocidio de Bangladés en 1971.

1971 (MCMLXXI) fue un año común comenzado en viernes según el calendario gregoriano.
Fue declarado Año Internacional de la Lucha contra el Racismo y la Discriminación Racial por la Organización de las Naciones Unidas.
El año 1971 tuvo tres eclipses solares parciales (25 de febrero, 22 de julio y 20 de agosto) y dos eclipses lunares totales (10 de febrero y 6 de agosto).
Este año, la población mundial aumentó un 2,1 %, que fue el mayor aumento de la historia humana.

## Acontecimientos

### Enero
- 2 de Enero la compañía RCA lanza al mercado el álbum conceptual Elvis Country (I'm 10,000 Years Old) de Elvis Presley.
- 3 de enero: en Glasgow (Reino Unido) mueren 66 personas al ceder una barandilla del estadio del Celtic por la presión de los espectadores.
- 4 de enero: Anwar el-Sadat reconoce la presencia militar soviética en Egipto.
- 8 de enero: en Uruguay, los guerrilleros tupamaros secuestran al embajador británico Geoffrey Jackson, lo mantienen prisionero hasta septiembre y lo liberan tras cobrar enorme rescate
- 10 de enero: 
  - en Uruguay, el presidente Jorge Pacheco Areco asume poderes extraordinarios para luchar contra los tupamaros.
  - en Buenos Aires, (Argentina) fallece en accidente el piloto italiano Ignazio Giunti cuando se disputaba la carrera de los 1000 km de Buenos Aires.
- 11 de enero: en Bolivia, Hugo Banzer Suárez asalta el Estado Mayor.
- 15 de enero: en Egipto se inaugura oficialmente la presa de Asuán.
- 21 de enero: en República Dominicana, el presidente Joaquín Balaguer inaugura la Basílica de Nuestra Señora de la Altagracia.
- 25 de enero: en Estados Unidos, Charles Manson es condenado a muerte por conspiración.
- 25 de enero: en Uganda, Idi Amin jefe de las fuerzas armadas, da un golpe de Estado y toma el mando presidencial.

### Febrero
- 2 de febrero: se adopta la convención sobre los humedales denominada Convenio de Ramsar.
- 2 de febrero: Ecuador solicita que se retiren las fuerzas estadounidenses estacionadas en su territorio.
- 3 de febrero: la OPEP fija unilateralmente los precios del petróleo.
- 4 de febrero: la compañía automovilística británica Rolls-Royce hace público su expediente de quiebra ante los tribunales.
- 5 de febrero: en Uruguay, Líber Seregni funda el Frente Amplio (coalición de izquierda).
- 6 de febrero: en Italia, un terremoto de 4,6 sacude la región de Tuscania, dejando 33 muertos y 150 heridos.
- 7 de febrero: en Suiza las mujeres obtienen el derecho de voto.
- 7 de febrero: en México es asesinado Melchor Ortega, expresidente del PRI (Partido Revolucionario Institucional).
- 8 de febrero: en los Estados Unidos se realiza el primer día de contratación del NASDAQ.
- 9 de febrero: en el estado de California (Estados Unidos), un terremoto de 6.6 sacude el área del Valle de San Fernando.
- 9 de febrero: en el marco del Programa Apolo, regresa a la Tierra la nave estadounidense Apolo 14 después del tercer alunizaje.
- 11 de febrero: en la Unión Soviética, el nuevo Plan Quinquenal se orienta hacia la producción de bienes de consumo.
- 13 de febrero: en el marco de la guerra de Vietnam (1955-1975), tropas de Vietnam del Sur invaden Laos, apoyadas por los Estados Unidos.
- 13 de febrero: en Chile, el presidente socialista Salvador Allende nacionaliza la banca privada.
- 15 de febrero: el Reino Unido e Irlanda adoptan el sistema decimal para sus monedas nacionales (la libra esterlina y la libra irlandesa, respectivamente).
- 16 de febrero: frente a la costa de Almería (España), desaparecen sin dejar rastro dos embarcaciones con doce tripulantes, en medio de un fuerte temporal y tras lanzar un SOS.
- 19 de febrero: Egipto propone que se reconozca a Israel como estado a cambio de que se retire de los territorios ocupados.
- 22 de febrero: en Estados Unidos, una falsa alarma atómica provoca el pánico.
- 22 de febrero: en Montevideo (Uruguay) es puesto en libertad el cónsul general de Brasil, tras 205 días de secuestro por los tupamaros.
- 26 de febrero: en la ciudad de Cali (Colombia) tiene lugar una de las más grandes manifestaciones en el país por parte de la Universidad del Valle contra la privatización de la educación.

### Marzo
- 3 de marzo: China lanza su segundo satélite, China II.
- 3 de marzo: la Santa Sede y el gobierno polaco restablecen las relaciones, interrumpidas durante ocho años.
- 3 de marzo: en España, la dictadura franquista sanciona al cineasta español Juan Antonio Bardem.
- 5 de marzo: el ejército de Pakistán ocupa Pakistán Oriental (hoy Bangladés).
- 11 de marzo: a 7 km al este de la ciudad de La Serena (norte de Chile) ocurre un accidente ferroviario con un saldo de 12 muertos. conocido como el accidente ferroviario de Gualliguaica.
- 12 de marzo: en Siria, Hafez al-Assad se convierte en presidente.
- 20 de marzo: en La Habana (Cuba), la policía detiene al poeta cubano Heberto Padilla (Caso Padilla).
- 23 de marzo: en Europa, 100 000 agricultores realizan manifestaciones de protesta contra la política agraria de la Comunidad Económica Europea.
- 23 de marzo: Argentina y Venezuela restablecen relaciones diplomáticas.
- 26 de marzo: en Buenos Aires (Argentina), en el marco de la dictadura autodenominada Revolución «argentina», el general Alejandro Agustín Lanusse toma ilegítimamente el poder (que se encontraba también ilegítimamente en manos de otros militares).
- 26 de marzo: en Montevideo (Uruguay) se crea el partido de izquierda Frente Amplio.
- 26 de marzo: en el noreste de la India, la región de Pakistán Oriental (hoy Bangladés) se declara independiente de Pakistán.

### Abril
- 1 de abril: Estados Unidos le cede a la dictadura franquista la propiedad del oleoducto Rota-Zaragoza.
- 2 de abril: en España, el director del diario Madrid es condenado a pagar una multa de 250 000 pesetas por un artículo titulado «Ni gobierno, ni oposición».
- 3 de abril: en Dublín (Irlanda), la canción Un banc, un arbre, une rue de Séverine da la victoria a Mónaco en la XVI Edición de Eurovisión.
- 5 de abril: en Sicilia, el monte Etna entra en erupción.
- 5 de abril: en la ciudad de Córdoba (Argentina) comienza sus actividades LV85 Canal 8.
- 9 de abril: en los Estados Unidos, Charles Manson es condenado a la pena de muerte, pero se le conmuta por cadena perpetua.
- 12 de abril: en México, se funda el Colegio de Ciencias y Humanidades, sistema de bachillerato de la UNAM (Universidad Nacional Autónoma de México).
- 21 de abril: en Haití, muere el dictador François Duvalier y le sucede su hijo Jean-Claude Duvalier, de 19 años de edad.

### Mayo
- 10 de mayo: en Kazajistán se registra un terremoto de 5,5 que deja miles edificios destruidos en la ciudad de Taraz.
- 22 de mayo: en Turquía, un terremoto de 6,6 destruye la mayor parte de la ciudad de Burdur, dejando un saldo de 1000 muertos.
- 26 de mayo: Austria y la República Popular China establecen relaciones diplomáticas.

### Junio
- 8 de junio: en Santiago de Chile, la VOP (Vanguardia Organizada del Pueblo) asesina a Edmundo Pérez Zujovic (exministro del Interior).
- 10 de junio: en las cercanías del Casco de Santo Tomás (México), el Gobierno perpetra una masacre de estudiantes en el asalto conocido como "El Halconazo" o Matanza del Jueves de Corpus.
- 18-20 de junio: en Colombia, se realiza el masivo festival musical de Ancom.
- 18 de junio: comienza la «guerra contra las drogas» en todo el mundo..
- 20 de junio: en México, se transmite el primer sketch del chavo del ocho dentro del programa humorístico "Chespirito".
- 30 de junio: en Kazajistán (Unión Soviética), a 560 km al noreste de Baikonur, a las 2:16 UTC (8:16 hora local) aterriza con paracaídas la nave espacial Soyuz 11, sin embargo los tres cosmonautas (Vladislav Volkov, Gueorgui Dobrovolski y Viktor Patsayev) habían muerto asfixiados en el espacio, media hora antes. Hasta la actualidad es el único accidente mortal sucedido en el espacio (y no en la alta atmósfera).

### Julio
- 3 de julio: en París (Francia), es encontrado en su apartamento el cuerpo sin vida de Jim Morrison, cantante del grupo The Doors.
- 6 de julio: en Malawi el presidente Hastings Kamuzu Banda se proclama presidente vitalicio de la nación, lo cuál daría pasó a una de las dictaduras más largas de África. Esto provocaría descontento en el país
- 6 de julio: en Nueva York (Estados Unidos), fallece de complicaciones cardíacas el cantante estadounidense Louis Armstrong.
- 8 de julio: en Chile, un terremoto de 7.8 genera un pequeño tsunami, dejando 83 fallecidos.
- 11 de julio: en Chile, el presidente socialista Salvador Allende nacionaliza la gran minería del cobre.
- 14 de julio: en las islas Salomón sucede un fuerte terremoto de 8,0 (que genera un tsunami).
- 22 de julio: en Estados Unidos, el beatle británico John Lennon lanza la canción Imagine, una de las más famosas de la historia.
- 26 de julio: otro fuerte terremoto de 8,1 sacude las islas Salomón generando un tsunami de hasta 3 metros.
- 27 de julio: en el Ecuador, un fuerte terremoto azota el sur-oriente de la nación. Sus efectos se sienten en gran parte del noroeste de Sudamérica.
- 30 de julio: en Japón, una colisión de aviones causa 162 muertos.

### Agosto
- 1-2 de agosto: se celebra el Concierto para Bangladés, organizado por George Harrison para recaudar fondos por la hambruna que sufrió Bangladés durante este año.
- 9 de agosto: la India firma un tratado de amistad y cooperación con la Unión Soviética.
- 10 de agosto: Mr. Tickle, el primer libro de la serie Mr. Men (Don).
- 15 de agosto: en Estados Unidos, el presidente Richard Nixon acaba con el patrón oro al anunciar la suspensión de la convertibilidad en metal del dólar estadounidense (Nixon Shock).
- 15 de agosto: Baréin se independiza del Reino Unido.
- 18 de agosto: en La Paz (Bolivia), el corrupto militar Hugo Banzer perpetra un golpe de Estado. Establecerá relaciones con el narcotraficante Roberto Suárez, el Rey de la Cocaína. Tras este primer narcogobierno, el segundo será la sangrienta dictadura de Luis García Meza, entre 1980 y 1981. Su régimen estuvo estrechamente vinculado con redes de narcotráfico establecidos por la CIA a través de militares de la dictadura cívico-militar argentina (1976-1983).
- 18 de agosto: en el marco de la guerra de Vietnam (1955‑1975), los ejércitos invasores de Australia y de Nueva Zelanda retiran sus tropas de Vietnam.
- 18 de agosto: en el área de pruebas atómicas de Nevada, a las 4:00 a. m. (hora local) Estados Unidos detona su bomba atómica Algodones, de 67 kilotones. (En comparación, la bomba de Hiroshima fue de 13 kilotones). Es la bomba n.º 736 de las 1132 que Estados Unidos detonó entre 1945 y 1992.
- 21 de agosto: en La Paz (Bolivia), el corrupto militar Hugo Banzer Suárez asume la presidencia del país.
- 25 de agosto: en Tanzania y Uganda se deflagran conflictos fronterizos.
- 25 de agosto al 5 de septiembre: en Papeete (Polinesia Francesa) se celebran los Juegos del Pacífico Sur 1971.
- 31 de agosto: los presidentes Salvador Allende (de Chile) y Misael Pastrana (de Colombia), suscriben una declaración conjunta en la que se afirma el respeto a la diversidad ideológica.
- 31 de agosto: las tropas survietnamitas se retiran de Camboya.

### Septiembre
- 2 de septiembre: la selección de fútbol de Tahití golea 30-0 a su par de las Islas Cook en un partido correspondiente a la fase de grupos de los Juegos del Pacífico Sur 1971. Fue la máxima goleada en el fútbol internacional hasta el 2001, cuando Australia venció 31-0 a Samoa Americana.
- 3 de septiembre: en Argentina, los militares entregan el cadáver de Eva Perón (la segunda esposa de Juan Domingo Perón), que mantuvieron escondido (con nombre falso) en un cementerio italiano durante quince años.
- 3 de septiembre: Catar se independiza del Reino Unido.
- 11-12 de septiembre: en México se realiza el Festival de Rock de Avandaro, con cerca de 300 000 personas.
- 21 de septiembre: Pakistán declara el estado de emergencia.
- 22 de septiembre: en las áreas U3jw, U3ju, U3hf y U3hz del sitio de pruebas atómicas de Nevada (a unos 100 km al noroeste de la ciudad de Las Vegas), a las 6:00 (hora local), Estados Unidos detona con una diferencia de 3 milésimas de segundo sus bombas atómicas Frijoles-Deming, Frijoles-Espuela, Frijoles-Guaje y Frijoles-Petaca, de 0.5, 4, 4 y 4 kilotones respectivamente, todas a 150 metros bajo tierra. Son las bombas n.º 737, 738, 739 y 740 de las 1132 que Estados Unidos detonó entre 1945 y 1992.
- 23 de septiembre: en Montreal se firma el Convenio para la represión de actos ilícitos contra la seguridad de la aviación civil, por el cual es obligatorio extraditar un terrorista.

### Octubre
- 1 de octubre: Joseph Luns es el nuevo secretario general de la OTAN.
- 1 de octubre: Walt Disney World Resort abre sus puertas en Orlando, Florida.
- 8 de octubre: a 625 metros bajo tierra, en el área U9ch del Sitio de pruebas atómicas de Nevada (a unos 100 km al noroeste de la ciudad de Las Vegas), a las 6:30 (hora local) Estados Unidos detona su bomba atómica Cathay, de 7 kilotones. Es la bomba n.º 743 de las 1132 que Estados Unidos detonó entre 1945 y 1992.
- 12 a 16 de octubre: jefes de Estado de 69 países acuden a las «Fiestas de los 2.500 años del Imperio Persa/Iraní» organizadas en Persépolis por las autoridades de Irán.
- 19 de octubre: el presidente mexicano Luis Echeverría realiza un homenaje al expresidente Lázaro Cárdenas del Río con motivo de su primer aniversario luctuoso.
- 21 de octubre: el chileno Pablo Neruda recibe el Premio Nobel de Literatura.
- 23 de octubre: la empresa automovilística Mercedes-Benz patenta el airbag.
- 24 de octubre: en el circuito de Brands Hatch, (Reino Unido) fallece en accidente el piloto suizo Jo Siffert.
- 25 de octubre: se aprueba la Resolución 2758 de la Asamblea General de las Naciones Unidas, la República Popular de China se convierte en el único representante de China en la ONU.
- 26 de octubre: en la isla de La Palma (Canarias) entra en erupción el volcán Teneguía.

### Noviembre
- 2 de noviembre: la República Popular China y el Perú establecen relaciones diplomáticas.
- 8 de noviembre: se lanza el cuarto álbum de estudio de la legendaria banda británica de rock Led Zeppelin, el Led Zeppelin IV.
- 14 de noviembre: frente a la rambla de Pocitos, en la ciudad de Montevideo (Uruguay) se produce la tragedia de Kibón, fue peor accidente aéreo en la historia del país y que tuvo como resultado 8 muertos y 40 heridos.
- 24 de noviembre: en Portland (Estados Unidos), un hombre que se hace llamar D. B. Cooper secuestra un Boeing 727. Recibió un rescate de 0.2 millones de dólares estadounidenses, y saltó en paracaídas desde la aeronave. Nunca fue hallado.
- 28 de noviembre: en Jordania, la banda terrorista Septiembre Negro asesina al primer ministro Wasfi el-Tell.
- 28 de noviembre: en Uruguay se celebran elecciones generales.

### Diciembre
- 1 de diciembre: en Ecuador, se descubre al Solitario George, último espécimen de la especie Chelonoidis abingdonii.
- 2 de diciembre: independencia de los Emiratos Árabes Unidos.
- 5 de diciembre: en aguas internacionales frente a las costas cubanas, una cañonera cubana detiene al carguero Leyla Express, que ―bajo órdenes de la CIA estadounidense― había estado involucrado en un ataque al poblado de Samá (en la provincia de Oriente).
- 14 de diciembre: en un pozo a 331 metros bajo tierra, en el área U2dL del Sitio de pruebas atómicas de Nevada (a unos 100 km al noroeste de la ciudad de Las Vegas), a las 13:09:59 (hora local) Estados Unidos detona su bomba atómica Chaenactis, de 24 kilotones. Dos segundos después detona las bombas Hospah (de 11 kilotones) y Yerba (de 5 kilotones). Son las bombas n.º 750 a 752 de las 1131 que Estados Unidos detonó entre 1945 y 1992.
- 15 de diciembre: en Londres, la banda terrorista Septiembre Negro atenta contra el embajador de Jordania, Zeid Al Rifai.
- 18 de diciembre: en los Estados Unidos, por segunda vez en su historia, el dólar estadounidense se devalúa de manera brusca.
- 22 de diciembre: en las Naciones Unidas el austriaco Kurt Waldheim es elegido nuevo secretario general.
- 24 de diciembre: en Italia, fue electo presidente de la República Giovanni Leone.
- 24 de diciembre: en la selva amazónica peruana, se da el accidente del Vuelo 508 de LANSA (Perú), con un mortífero saldo de 91 fallecidos. Solo sobrevivió una única pasajera.

### Sin fecha especificada
- Nace Greenpeace, en protesta ante la práctica nuclear estadounidense en el archipiélago de Amchitka (Alaska).
- Kiribati se independiza del Reino Unido.
- La República Democrática del Congo pasa a llamarse Zaire.
- Ólafur Jóhannesson es el nuevo primer ministro de Islandia.
- En Singapur se firma la Declaración de Principios de la Mancomunidad Británica de Naciones.
- En Japón, por primera vez desde 1949 se rompe la paridad entre el dólar y el yen.

## Nacimientos

### Enero
- 1 de enero: Abel Rodríguez, actor cubano (f. 2021).
- 1 de enero: Juan Carlos "pin" Plata, futbolista guatemalteco.
- 2 de enero: Yutaka Takenouchi, actor japonés.
- 4 de enero: Juan Carlos García Pajero, modelo y actor venezolano.
- 4 de enero: Oriana Junco, actriz, relaciones públicas y empresaria argentina.
- 4 de enero: Emilio Gutiérrez González, futbolista español.
- 5 de enero: José Giacone, futbolista y entrenador argentino.
- 5 de enero: Hermana Glenda, monja y cantautora chilena.
- 6 de enero: Kay Rush, presentadora estadounidense.
- 7 de enero: Jeremy Renner, actor estadounidense.
- 8 de enero: Jason Giambi, beisbolista estadounidense.
- 8 de enero: Pascal Zuberbühler, futbolista suizo.
- 10 de enero: Ana Bárbara, cantante mexicana.
- 10 de enero: Roberto de Assis Moreira, futbolista brasileño.
- 10 de enero: Theuns Jordaan, cantautor sudafricano (f. 2021).
- 11 de enero: Mary J. Blige, actriz y cantante estadounidense.
- 11 de enero: Álex Delgado, beisbolista venezolano.
- 14 de enero: Manel Fuentes, periodista español.
- 16 de enero: Sergi Bruguera, tenista español.
- 16 de enero: Armando Ribeiro, futbolista español.
- 16 de enero: Luis Silveira, baloncestista uruguayo.
- 16 de enero: Binyavanga Wainaina, escritor keniano (f. 2019).
- 17 de enero: J. D. Barker, escritor estadounidense.
- 17 de enero: Leonardo Ciampa, escritor y compositor italiano.
- 17 de enero: Javier Gutiérrez Álvarez, actor español.
- 17 de enero: Lil Jon, rapero y productor estadounidense.
- 17 de enero: Youki Kudoh, actriz, cantante y productora de cine japonesa.
- 17 de enero: Kid Rock, cantante estadounidense.

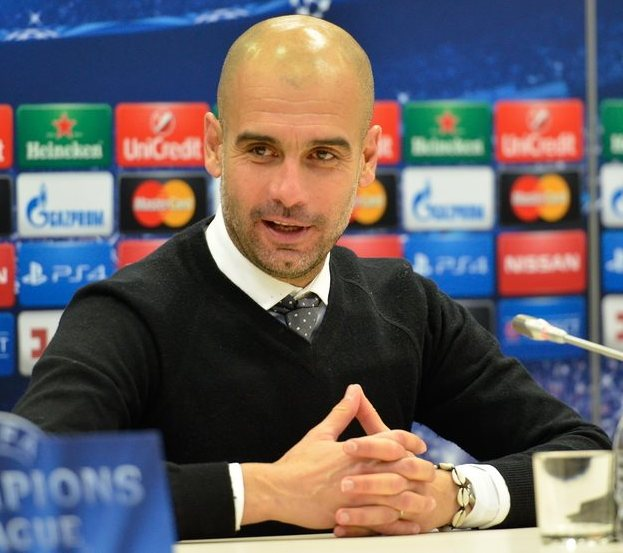
Pep Guardiola

- 18 de enero: Jonathan Davis, cantante estadounidense.
- 18 de enero: Pep Guardiola, futbolista y entrenador español.
- 19 de enero: Shawn Wayans, actor y comediante estadounidense.
- 20 de enero: Kike Burgos, futbolista español.
- 20 de enero: Gary Barlow, cantante y compositor británico.
- 21 de enero: Joana Benedek, exactriz rumano-mexicana.
- 23 de enero: Julie Foudy, futbolista estadounidense.
- 24 de enero: Kenya Moore, modelo y actriz estadounidense.
- 25 de enero: Luca Badoer, piloto de carreras italiano.
- 26 de enero: Li Ming, futbolista chino.
- 28 de enero: Han Wenhai, futbolista chino.
- 30 de enero: Luis Manuel Ávila, actor y cantante mexicano.
- 30 de enero: Erik Rubín, cantante y compositor mexicano.
- 31 de enero: Lee Young-ae, actriz y modelo surcoreana.
- 30 de enero: Julio César Yegros, futbolista paraguayo.

### Febrero
- 1 de febrero: Michael C. Hall, actor estadounidense.
- 1 de febrero: Jill Kelly, actriz porno estadounidense.
- 1 de febrero: Marcelinho Carioca, futbolista brasileño.
- 1 de febrero: Zlatko Zahovič, futbolista esloveno.
- 2 de febrero: Victoria Góngora, actriz colombiana.
- 3 de febrero: Luigi Aycardi, actor colombiano.
- 3 de febrero: Elisa Donovan, actriz, escritora y productora estadounidense.
- 3 de febrero: Sarah Kane, dramaturga británica (f. 1999).
- 5 de febrero: Gabriel Caballero, futbolista y entrenador argentino naturalizado mexicano.
- 6 de febrero: Brian Stepanek, actor estadounidense.
- 9 de febrero: Carlos Mancinelli, cantor argentino.
- 10 de febrero: José Mari García, futbolista español.
- 10 de febrero: Marcela Posada, actriz y modelo colombiana.
- 10 de febrero: Lorena Rojas, cantante y actriz mexicana (f. 2015).
- 10 de febrero: Lisa Marie Varon, luchadora profesional estadounidense.
- 11 de febrero: Damian Lewis, actor británico.
- 12 de febrero: Ryan Conner, actriz pornográfica estadounidense.
- 13 de febrero: Sonia Evans, cantante de pop británica.
- 14 de febrero: Jassim Al-Tamimi, futbolista catarí.
- 14 de febrero: Gabriela Fleritt, actriz, locutora y humorista venezolana.
- 14 de febrero: Thomas Laughlin, luchador profesional estadounidense.
- 14 de febrero: Gheorghe Mureşan, baloncestista rumano.
- 15 de febrero: Alex Borstein, actriz estadounidense.
- 15 de febrero: Renée O'Connor, actriz, directora y productora estadounidense.
- 17 de febrero: Carlos Gamarra, futbolista paraguayo.
- 17 de febrero: Denise Richards, actriz estadounidense.
- 18 de febrero: Mijaíl Shatin, doble ruso de riesgo.
- 19 de febrero: Gil Shaham, violinista israelí.
- 20 de febrero: Jari Litmanen, futbolista finlandés.
- 21 de febrero: Benedict Wong, actor británico de ascendencia china.
- 23 de febrero: Joe-Max Moore, futbolista estadounidense.
- 24 de febrero: Leda Battisti, cantautora y poetisa italiana.
- 24 de febrero: Pedro de la Rosa, piloto español de Fórmula 1.
- 25 de febrero: Sean Astin, actor estadounidense.
- 25 de febrero: Antonio Pinilla, futbolista español.
- 25 de febrero: Morten Wieghorst, futbolista danés.
- 25 de febrero: Kaskade, músico y productor estadounidense.
- 26 de febrero: Erykah Badu, cantante estadounidense.
- 26 de febrero: Simone Zucchi, ciclista italiano.
- 27 de febrero: Georgina Ruiz Sandoval, periodista, narradora y comentarista mexicana del ciclismo.
- 27 de febrero: Rozonda "Chilli" Thomas, cantante y actriz estadounidense, exintegrante del grupo TLC.

### Marzo
- 1 de marzo: Ma Dong-seok, actor surcoreano-estadounidense.
- 3 de marzo: María Eugenia Arboleda, actriz colombiana.
- 4 de marzo: Berta Cáceres, líder indígena lenca, feminista y activista del medio ambiente hondureña (f. 2016).
- 5 de marzo: Márcio Cruz, futbolista brasileño.
- 7 de marzo: Alexia González-Barros, niña española (f. 1985) opusdeísta que falleció por un sarcoma de Ewing (tumor en la columna vertebral) y se convirtió en «venerada» de la Iglesia católica.
- 7 de marzo: Peter Sarsgaard, actor estadounidense.
- 8 de marzo: Wilmer López, futbolista costarricense.
- 8 de marzo: Letícia Sabatella, actriz brasileña.
- 9 de marzo: Nora Bracho, política venezolana.
- 9 de marzo: Juanmi García, futbolista español.
- 9 de marzo: Rodrigo Lara Sánchez, político colombiano.
- 9 de marzo: Diego Torres, cantautor y actor argentino.
- 13 de marzo: Adina Porter, actriz estadounidense.
- 13 de marzo: Ryszard Staniek, futbolista polaco.
- 14 de marzo: Richard Barker, actor, comediante y presentador ecuatoriano.
- 15 de marzo: Joachim Björklund, futbolista sueco.
- 18 de marzo: Viviana Baldo, escritora argentina.
- 18 de marzo: Fabio Furia, músico italiano.
- 18 de marzo: Nik, historietista argentino.
- 19 de marzo: José Cardozo, futbolista y entrenador paraguayo.
- 19 de marzo: Yahya Golmohammadi, futbolista iraní.
- 20 de marzo: Diego Bustos, presentador de televisión argentino.
- 22 de marzo: Keegan-Michael Key, actor estadounidense.
- 23 de marzo: Malena Muyala, cantautora uruguaya de tango.
- 23 de marzo: Eva Pedraza, modelo, actriz y presentadora española.
- 26 de marzo: Choi Jin-cheul, futbolista surcoreano.
- 27 de marzo: David Coulthard, piloto británico de Fórmula 1.
- 27 de marzo: Nathan Fillion, actor canadiense.
- 28 de marzo: Noh Jung-yoon, futbolista surcoreano.
- 28 de marzo: Alan Tacher, conductor de televisión y animador mexicano.
- 31 de marzo: Roberto Brasero, periodista español.
- 31 de marzo: Ewan McGregor, actor británico-estadounidense.

### Abril
- 1 de abril: Mariano Peluffo, conductor de radio y televisión, locutor y periodista argentino.
- 1 de abril: Shinji Nakano, piloto japonés de automovilismo.
- 4 de abril: Najib Amhali, actor y artista de cabaret neerlandés.
- 4 de abril: Katherine Vélez, actriz colombiana.
- 5 de abril: Haifa El Aissami, abogada venezolana.
- 5 de abril: Rocío Muñoz-Cobo, actriz y presentadora española.
- 8 de abril: Cristina Medina, actriz española
- 9 de abril: Jacques Villeneuve, piloto canadiense de Fórmula 1.
- 10 de abril: Silvia Abril, actriz y humorista española.
- 10 de abril: Juanele, futbolista español.
- 11 de abril: Andoni Agirregomezkorta, actor español.
- 11 de abril: Oliver Riedel, bajista alemán.
- 12 de abril: Shannen Doherty, actriz estadounidense.
- 13 de abril: Marcelo Cezán, actor, cantante y presentador colombiano.
- 13 de abril: D'Arcy Quinn, presentadora y periodista colombiana.
- 14 de abril: Miguel Calero, futbolista colombiano (f. 2012).
- 14 de abril: Ana Píterbarg, cineasta y guionista argentina.
- 15 de abril: Finidi George, futbolista nigeriano.
- 16 de abril: Moses Chan, actor, modelo y cantante hongkonés.
- 16 de abril: Selena, cantante mexicano-estadounidense (f. 1995).
- 17 de abril: José Francisco Cevallos, futbolista ecuatoriano.
- 18 de abril: David Tennant, actor escocés.
- 22 de abril: Ricardo Arreola, bajista y compositor mexicano.
- 24 de abril: Alejandro Fernández, cantante mexicano.
- 25 de abril: Sara Baras, bailaora y coreógrafa flamenca.
- 26 de abril: Marc Andreessen, informático y empresario estadounidense.
- 27 de abril: Camilo Cifuentes, humorista e imitador colombiano.
- 29 de abril: Txema Alonso, futbolista español.
- 29 de abril: Leopoldo López, político y economista venezolano.
- 30 de abril: John Boyne, escritor irlandés.

### Mayo
- 1 de mayo: Carla Czudnowsky, conductora de televisión y periodista argentina.
- 2 de mayo: David Nahón, escritor y artista plástico argentino.
- 5 de mayo: Florencia Bonelli, escritora argentina.
- 6 de mayo: Yolanda Díaz, abogada laboralista y política española.
- 11 de mayo: Alberto Rodríguez Librero, director de cine español.
- 13 de mayo: Marcela Benjumea, actriz colombiana.
- 13 de mayo: Fana Mokoena, actor sudafricano.
- 14 de mayo: Martin Reim, futbolista estonio.
- 15 de mayo: Phil Pfister, strongman estadounidense.
- 16 de mayo: José Oscar Flores, futbolista y entrenador argentino.
- 17 de mayo: Máxima de los Países Bajos, aristócrata argentino-neerlandesa.
- 18 de mayo: Brad Friedel, futbolista estadounidense.
- 20 de mayo: Diveana, cantante venezolana.
- 24 de mayo: Sam Houser, desarrollador de videojuegos y presidente de Rockstar Games.
- 26 de mayo: Matt Stone, actor y cineasta estadounidense.
- 27 de mayo: Paul Bettany, actor británico.
- 27 de mayo: Glenn Ross, atleta de fuerza británico.
- 27 de mayo: Lisa "Left Eye" Lopes, rapera, cantante y actriz estadounidense, exintegrante del grupo TLC (f. 2002).
- 30 de mayo: Idina Menzel, actriz y cantante estadounidense.
- 30 de mayo: Patricia Tamayo, actriz colombiana.
- 31 de mayo: Claudia Motta, actriz de doblaje y locutora mexicana.

### Junio
- 1 de junio: Mario Cimarro, actor cubano.
- 1 de junio: María Rivera, poetisa y promotora cultural mexicana.
- 1 de junio: Wahyu Rudi Astadi, cantante indonesio.
- 1 de junio: Tony Sanneh, futbolista estadounidense.
- 1 de junio: Ghil'ad Zuckermann, filósofo y pedagogo israelí.
- 2 de junio: José Andrëa (José Mario Martínez Arroyo), cantante español.
- 3 de junio: Luigi Di Biagio, futbolista y entrenador italiano.
- 4 de junio: Peter Jöback, cantante y actor teatral sueco.
- 4 de junio: Noah Wyle actor estadounidense.
- 5 de junio: Mark Wahlberg, actor estadounidense.
- 6 de junio: Silvia Jato, modelo y presentadora española.
- 9 de junio: Carlos Camacho, actor colombiano.
- 11 de junio: Kenjirō Tsuda, actor y actor de voz japonés.
- 12 de junio: Mark Henry, luchador profesional estadounidense.
- 13 de junio: Lianna Grethel, actriz, modelo y presentadora colombiana.
- 14 de junio: Ramón Vega, futbolista suizo.
- 16 de junio: Tupac Shakur, rapero estadounidense (f. 1996).
- 17 de junio: Paulina Rubio, actriz, cantante y conductora mexicana.
- 18 de junio: Jorge Bermúdez, exfutbolista colombiano.
- 18 de junio: Giovanni Ciccia, actor peruano.
- 19 de junio: Jorge Almirón, futbolista y entrenador argentino.
- 19 de junio: José Emilio Amavisca, futbolista español.
- 19 de junio: Eva Isanta, actriz española.
- 20 de junio: Faryd Mondragón, portero colombiano.
- 21 de junio: Anette Olzon, cantante sueca.
- 22 de junio: Kurt Warner, quarterback estadounidense.
- 23 de junio: Enrique Romero, futbolista español.
- 27 de junio: Sébastien Fournier, futbolista suizo.
- 27 de junio: Dipendra Bir Bikram Shah Dev, rey nepalí.
- 28 de junio: Fabien Barthez, futbolista francés.
- 28 de junio: Elon Musk, millonario empresario sudafricano expatriado en Estados Unidos, cofundador de Pay Pal y de Tesla Motors.
- 28 de junio: Ray Slijngaard, rapero y cantante neerlandés, integrante de la banda 2 Unlimited.
- 29 de junio: Cléber Chalá, futbolista ecuatoriano.
- 30 de junio: Anette Michel, actriz y modelo mexicana.
- 30 de junio: Guillermo Ortega, actor español.

### Julio
- 1 de julio: Missy Elliott, cantante estadounidense.
- 1 de julio: Cecilia Lueza, artista argentina.
- 1 de julio: Julianne Nicholson, actriz estadounidense.
- 3 de julio: Julian Assange, ciberactivista y periodista australiano encarcelado por revelar crímenes de guerra del Gobierno estadounidense.
- 3 de julio: Emma Laura, actriz mexicana.
- 3 de julio: Benedict Wong, actor británico de ascendencia china.
- 7 de julio: Ståle Stensaas, futbolista noruego.
- 8 de julio: Amy O'Neill, actriz estadounidense.
- 9 de julio: Vitali Klichko, boxeador ucraniano.
- 10 de julio: Moisés García León, futbolista español.
- 12 de julio: Andrea Legarreta, actriz y conductora mexicana.
- 13 de julio: Murilo Benício, actor brasileño.
- 13 de julio: Tomas Haake, baterista sueco.
- 14 de julio: Mark LoMonaco, luchador profesional estadounidense.
- 16 de julio: Felipe Arias, presentador de noticias colombiano.
- 16 de julio: Jon Bakero, futbolista español.
- 16 de julio: Corey Feldman, actor estadounidense.
- 19 de julio: Urs Bühler, tenor suizo.
- 20 de julio: Sandra Oh, actriz canadiense.
- 22 de julio: Cyril Domoraud, futbolista marfileño.
- 22 de julio: Óscar Higares, torero español.
- 22 de julio: Kristine Lilly, futbolista estadounidense.
- 23 de julio: Chiqui Martí, bailarina española.
- 26 de julio: Cecilia Tijerina, actriz, productora y guionista mexicana.
- 30 de julio: Elvis Crespo, cantante estadounidense.
- 30 de julio: Tom Green, actor, escritor, cantante y comediante canadiense.

### Agosto
- 4 de agosto: Jeff Gordon, piloto de NASCAR.
- 7 de agosto: Stephan Volkert, remero alemán.
- 9 de agosto: Davide Rebellin, ciclista italiano (f. 2022).
- 10 de agosto: Roy Keane, futbolista irlandés.
- 11 de agosto: Alejandra Barros, actriz mexicana.
- 11 de agosto: Carlos Michelangeli, político venezolano.
- 12 de agosto: Rebecca Gayheart, actriz estadounidense.
- 12 de agosto: Pete Sampras, tenista estadounidense.
- 13 de agosto: Luiz Carlos Guarnieri, futbolista brasileño.
- 15 de agosto: María Patiño, presentadora de televisión española.
- 16 de agosto: Stefan Klos, futbolista alemán.
- 17 de agosto: Osvaldo Garbuyo, músico uruguayo (f. 2009)
- 17 de agosto: Ed Motta, compositor, multiinstrumentista y cantante brasileño.
- 17 de agosto: Jorge Posada, beisbolista puertorriqueño.
- 19 de agosto: Giovanni Martusciello, futbolista y entrenador italiano.
- 19 de agosto: Jaime Ordóñez, actor español.
- 20 de agosto: Antonio Garrido, actor español.
- 20 de agosto: Ke Huy Quan, actor vietnamita-estadounidense.
- 20 de agosto: David Walliams, actor, comediante, personalidad de televisión y escritor británico.
- 22 de agosto: Richard Armitage, actor británico.
- 25 de agosto: René Bertrand, actor y director argentino.
- 26 de agosto: Thalía, actriz y cantante mexicana.
- 27 de agosto: Marlon Ayoví, futbolista ecuatoriano.
- 28 de agosto: Janet Evans, nadadora estadounidense.
- 29 de agosto: Carla Gugino, actriz estadounidense.
- 31 de agosto: Chris Tucker, actor estadounidense.
- 31 de agosto: Alicia Villarreal, cantante, compositora y actriz mexicana, de la banda Límite.

### Septiembre
- 2 de septiembre: César Sánchez Domínguez, futbolista español.
- 3 de septiembre: Paolo Montero, futbolista uruguayo.
- 6 de septiembre: Dolores O'Riordan, cantante irlandesa (f. 2018).
- 8 de septiembre: David Arquette, actor estadounidense.
- 8 de septiembre: Martin Freeman, actor británico.
- 8 de septiembre: Vico C, cantante puertorriqueño.
- 9 de septiembre: Toni Prats, futbolista español.
- 9 de septiembre: Eric Stonestreet, actor estadounidense.
- 9 de septiembre: Henry Thomas, actor estadounidense.
- 11 de septiembre: Alessandra Rosaldo, actriz, cantante y presentadora mexicana.
- 12 de septiembre: Younes El Aynaoui, tenista marroquí.
- 12 de septiembre: Chandra Sturrup, atleta bahameño.
- 15 de septiembre: Josh Charles, actor estadounidense.
- 15 de septiembre: Ginny Hoffman, actriz mexicana.
- 16 de septiembre: Jorge Arturo Colorado, antropólogo, profesor universitario, investigador y divulgador científico salvadoreño.
- 16 de septiembre: Amy Poehler, actriz, cómica, escritora, productora y directora estadounidense.
- 17 de septiembre: Annika Duckmark, modelo y presentadora de televisión sueca.
- 17 de septiembre: Adriana Karembeu, modelo eslovaca.
- 18 de septiembre: Lance Armstrong, ciclista estadounidense.
- 18 de septiembre: Jada Pinkett Smith, actriz estadounidense, esposa de Will Smith.
- 20 de septiembre: Henrik Larsson, entrenador y futbolista sueco.
- 21 de septiembre: Jaime Quesada, futbolista español.
- 21 de septiembre: Alfonso Ribeiro, actor estadounidense.
- 21 de septiembre: Barbara Tissier, actriz y directora de doblaje francesa.
- 21 de septiembre: Luke Wilson, actor estadounidense.
- 23 de septiembre: Paco Luna, futbolista español.
- 25 de septiembre: Nikos Boudouris, baloncestista y entrenador griego.
- 25 de septiembre: Áxel Kiciliof, economista y político argentino.
- 25 de septiembre: Jessie Wallace, actriz británica.
- 26 de septiembre: Alejandro Fantino, conductor argentino de televisión.
- 28 de septiembre: Carlos Vázquez Cruz, escritor puertorriqueño.
- 29 de septiembre: Marcos Llunas, cantante español.
- 30 de septiembre: Jenna Elfman, actriz estadounidense.
- 30 de septiembre: Fabiola Zavarce, activista venezolana.

### Octubre
- 2 de octubre: Aura Helena Prada, actriz colombiana.
- 2 de octubre: Chris Savino, guionista estadounidense.
- 2 de octubre: Tiffany, cantante estadounidense.
- 3 de octubre: Kevin Richardson, cantante y actor estadounidense, integrante del grupo Backstreet Boys.
- 4 de octubre: Brian Transeau, productor musical y DJ estadounidense.
- 5 de octubre: Mauricio Pellegrino, futbolista y entrenador argentino.
- 5 de octubre: Ale Sergi, cantante argentino, de la banda Miranda!.
- 5 de octubre: Samuel Vincent, actor de voz y cantante canadiense.
- 6 de octubre: Lola Dueñas, actriz española.
- 6 de octubre: Shinji Kawada, seiyū japonés.
- 7 de octubre: Román Lozinski, periodista y locutor venezolano.
- 7 de octubre: Ismael Urzaiz, futbolista español.
- 8 de octubre: Roberto Ríos, futbolista español.
- 13 de octubre: Sacha Baron Cohen, actor, humorista y escritor británico.
- 13 de octubre: Jewels Jade, actriz pornográfica estadounidense.
- 13 de octubre: Johanna Lind, modelo y conductora de televisión sueca.
- 13 de octubre: Fausto Mata, actor dominicano.
- 13 de octubre: Luis Tosar, actor español.
- 14 de octubre: Jorge Costa, futbolista y entrenador portugués.
- 14 de octubre: Jyrki Katainen, político finlandés.
- 15 de octubre: Niko Kovač, entrenador y futbolista alemán.
- 16 de octubre: Frank de la Jungla (Frank Cuesta), entrenador de tenis y presentador de televisión español.
- 17 de octubre: Chris Kirkpatrick, cantante y actor de voz estadounidense, exintegrante del grupo NSYNC.
- 18 de octubre: Yoo Sang-chul, futbolista y entrenador surcoreano (f. 2021).
- 20 de octubre: Snoop Dogg, rapero estadounidense.
- 26 de octubre: Anthony Rapp, actor estadounidense.
- 27 de octubre: Valdinei Rocha de Oliveira, futbolista brasileño.
- 28 de octubre: Víctor Estrada, deportista mexicano.

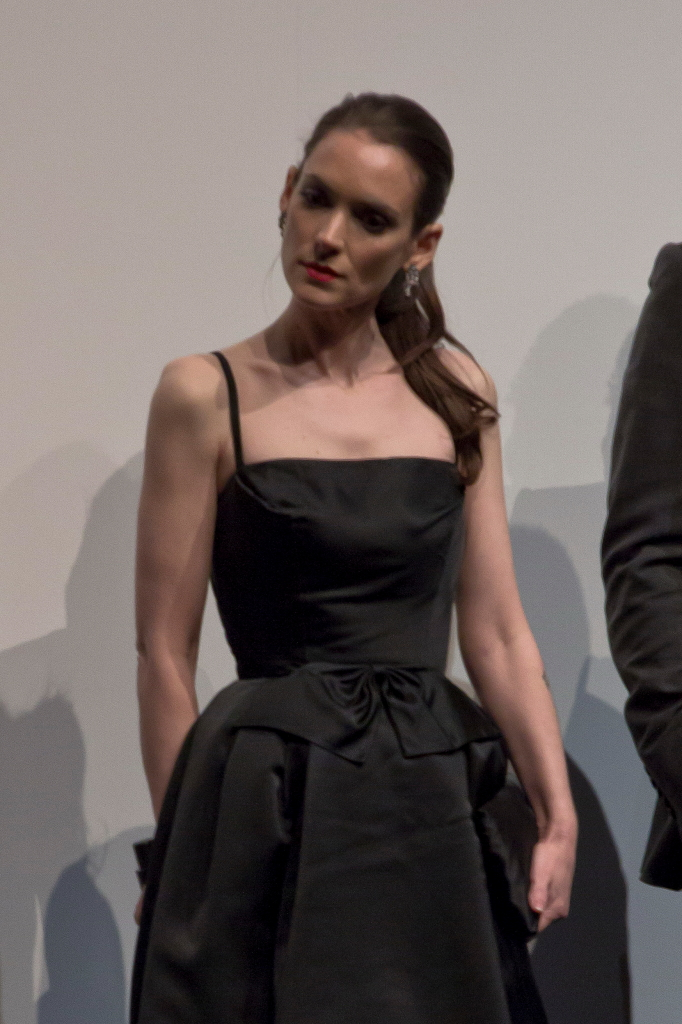
Winona Ryder

- 29 de octubre: Winona Ryder, actriz estadounidense.
- 30 de octubre: Eneko Goia, político español.
- 31 de octubre: Rafael Novoa, actor colombiano.

### Noviembre
- 3 de noviembre: Raúl Cano, actor español.
- 3 de noviembre: Unai Emery, futbolista y entrenador de fútbol.
- 3 de noviembre: Dwight Yorke, futbolista trinitense.
- 5 de noviembre: Zeba Bakhtiar, actriz paquistaní de cine y televisión.
- 5 de noviembre: Jonny Greenwood, músico británico.
- 7 de noviembre: Cynthia García, periodista argentina.
- 10 de noviembre: Big Pun, rapero estadounidense (f. 2000).
- 11 de noviembre: Avelino Riopedre, futbolista español.
- 12 de noviembre: José Martret, actor español.
- 13 de noviembre: Noah Hathaway, actor estadounidense.
- 14 de noviembre: Chloe, actriz pornográfica estadounidense.
- 14 de noviembre: Marco Leonardi, actor italo-australiano.
- 16 de noviembre: Aleksandr Popov, nadador ruso.
- 17 de noviembre: Justin Chancellor, bajista británico.
- 20 de noviembre Enrico Casarosa, director de cine animado italiano.
- 22 de noviembre: Cecilia Suárez, actriz mexicana.
- 23 de noviembre: Chris Hardwick, actor, comediante, escritor y productor estadounidense.
- 24 de noviembre: Lola Glaudini, actriz estadounidense.
- 25 de noviembre: Christina Applegate, actriz estadounidense.

### Diciembre
- 1 de diciembre: Alireza Mansourian, futbolista iraní.
- 3 de diciembre: Henk Timmer, futbolista neerlandés.
- 4 de diciembre: Marta Jaumandreu, periodista española.
- 4 de diciembre: Carlos Soares Garrit, futbolista brasileño.
- 5 de diciembre: Katherine Haringhton, abogada y política venezolana.
- 6 de diciembre: Válber Costa, futbolista brasileño.
- 8 de diciembre: Maya Mishalska, actriz mexicano-polaca.
- 8 de diciembre: Enrique Ponce, torero español.
- 13 de diciembre: Ramón Darío Larrosa, futbolista uruguayo.
- 13 de diciembre: Van Partible, animador estadounidense.
- 16 de diciembre: Alix Bauer, cantante y actriz mexicana.
- 18 de diciembre: Antônio Bento dos Santos, futbolista brasileño.
- 18 de diciembre: Arantxa Sánchez Vicario, tenista española.
- 19 de diciembre: Giovanni Gil, artista plástico salvadoreño.
- 23 de diciembre: Daniel Albaladejo, actor español.
- 23 de diciembre: Corey Haim, actor canadiense (f. 2010).
- 24 de diciembre: Álex Cabrera, beisbolista venezolano.
- 24 de diciembre: Ricky Martin, cantante y actor puertorriqueño.
- 25 de diciembre: Dido, cantautora británica.
- 26 de diciembre: Jared Leto, actor y cantante estadounidense.
- 26 de diciembre: Tatiana Sorokko, supermodelo rusa y estadounidense.
- 27 de diciembre: Serguéi Bodrov, actor ruso.
- 28 de diciembre: Yolanda Andrade, actriz y conductora mexicana.
- 28 de diciembre: Anita Doth, cantante neerlandesa, exintegrante de la banda 2 Unlimited.
- 29 de diciembre: Niclas Alexandersson, futbolista sueco.
- 30 de diciembre: Ricardo López Felipe, futbolista y entrenador español.
- 31 de diciembre: Claudio Bermúdez, cantante mexicano.

## Fallecimientos

### Enero a junio
- 10 de enero: Coco Chanel, modista francesa (n. 1883).
- 10 de enero: Ignazio Giunti, piloto de automovilismo italiano (n. 1941).
- 14 de enero: Guillermo de Torre, escritor español (n. 1900).
- 27 de enero: Jacobo Árbenz, militar y político guatemalteco (n. 1913).
- 4 de febrero: Brock Chisholm, psiquiatra canadiense, director general de la OMS entre 1948 y 1953 (n. 1896).
- 25 de febrero: Theodor Svedberg, químico sueco, premio Nobel de Química en 1926.
- 26 de febrero: Fernandel, actor cómico francés.
- 2 de marzo: Gabino Sosa (futbolista), destacado futbolista rosarino del club Club Atlético Central Córdoba y Selección Argentina
- 8 de marzo: Harold Lloyd, actor estadounidense (n. 1893).
- 18 de marzo: Fanny Navarro, actriz argentina (n. 1920).
- 5 de abril: José Cubiles, director de orquesta y pianista español (n. 1894).

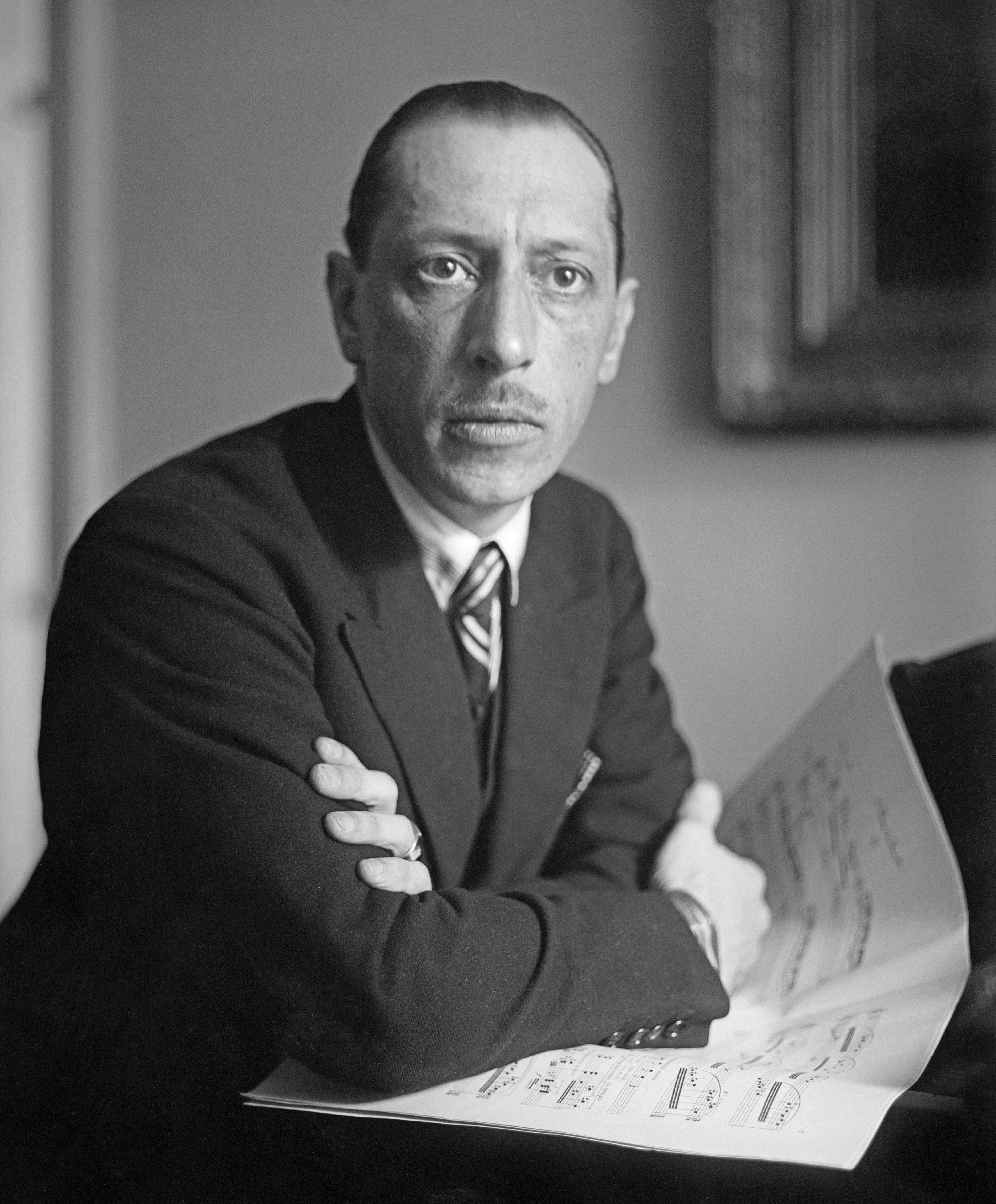
Ígor Stravinski.

- 6 de abril: Ígor Stravinski, compositor ruso (n. 1882).
- 12 de abril: Ígor Tamm, físico ruso, premio Nobel de Física en 1958 (n. 1895).
- 15 de abril: Miguel Matamoros, músico y compositor cubano (n. 1894).
- 21 de abril: François Duvalier, dictador haitiano.

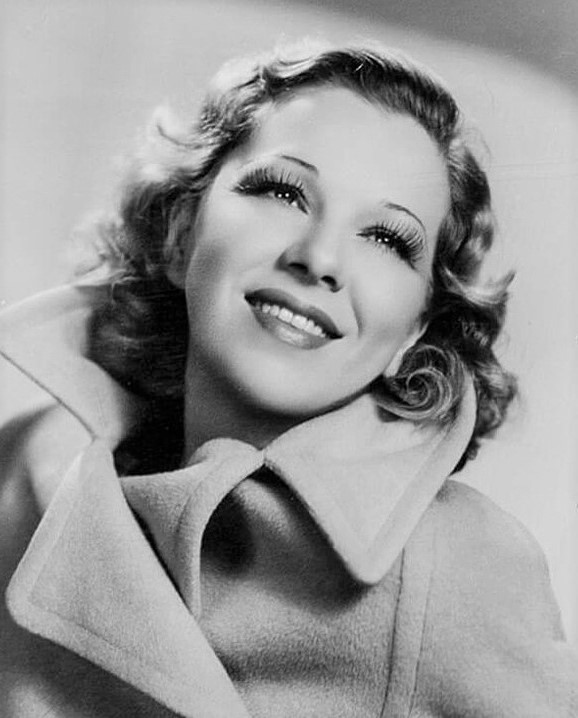
Glenda Farrell.

- 1 de mayo: Glenda Farrell, actriz de cine estadounidense (n. 1904).
- 1 de junio: Manuel Tagüeña, militar español republicano.
- 4 de junio: Georg Lukács, filósofo húngaro.
- 18 de junio: Paul Karrer, químico suizo, premio Nobel de Química en 1937.
- 29 de junio: Nestor Mesta Chayres, tenor mexicano y cantante bolero
- 29 de junio: Gueorgui Dobrovolski, Vladislav Vólkov, Víktor Patsáyev – cosmonautas soviéticos, tripulación de «Soyuz 11», murió al aterrizar.

### Julio a diciembre
- 1 de julio: sir William Lawrence Bragg, físico británico, premio Nobel de Física en 1915.
- 3 de julio: Jim Morrison, cantante estadounidense, líder de la banda The Doors.
- 4 de julio: Enzo Domestico Kabregu, pintor italo-uruguayo (n. 1906).
- 6 de julio: Louis Armstrong, músico y trompetista estadounidense de jazz.
- 11 de julio: Pedro Rodríguez piloto mexicano de Fórmula 1 (n. 1940), accidente automovilístico durante las 200 millas de Norisring.
- 20 de julio: Amanda Clement, primera mujer en arbitrar un juego de béisbol.
- 31 de julio: Gerardo Salvador Merino, notario y sindicalista español.
- 8 de agosto: Roberto Fugazot, actor y cantante uruguayo.
- 15 de agosto: Paul Lukas, actor húngaro.
- 28 de agosto: Geoffrey Lawrence, juez británico, presidente del Tribunal de Núremberg.
- 3 de septiembre: Rosa Wernicke, escritora y poeta argentina (n. 1907).
- 7 de septiembre: Ludwig Suthaus, tenor alemán (n. 1906).
- 10 de septiembre: Pier Angeli, actriz italoestadounidense.
- 11 de septiembre: Nikita Jruschov, dirigente soviético.
- 20 de septiembre: Giorgos Seferis, poeta y diplomático griego.
- 21 de septiembre: Bernardo Houssay, médico, biólogo y fisiólogo argentino, premio nobel de medicina en 1947.
- 2 de octubre: Bola de Nieve (Ignacio Villa), cantautor y pianista cubano (n. 1911).
- 12 de octubre: Gene Vincent, cantante y guitarrista estadounidense.
- 16 de octubre: Emilio Pettoruti, pintor argentino.
- 19 de octubre: César Girón, torero venezolano.
- 24 de octubre: Jo Siffert, piloto de automovilismo suizo (n. 1936).
- 29 de octubre: Arne Tiselius, bioquímico sueco, premio Nobel de Química en 1948.
- 1 de noviembre: Leonard Jimmie Savage, matemático y estadístico estadounidense.
- 29 de noviembre: Juan Oropeza, abogado, escritor, diplomático y docente venezolano.
- 3 de diciembre: Rafael Rivelles, actor español (n. 1897).
- 9 de diciembre: Ralph Bunche, politólogo y diplomático estadounidense, premio nobel de la paz en 1950.
- 20 de diciembre: Roy O. Disney, productor estadounidense de cine (n. 1893).
- 21 de diciembre: Pascasio Báez, peón rural uruguayo asesinado por los tupamaros (n. 1925).
- 28 de diciembre: Max Steiner, compositor austriaco de música de cine.

## Arte y literatura
- 6 de enero: José María Requena obtiene el premio Nadal por su novela El cuajarón.
- 26 de febrero: Declaración del Día de la Tierra.
- 22 de julio: en la necrópolis del Cerro del Santuario en la antigua Basti (Baza) en Granada (España) se encuentra la Dama de Baza.
- 20 de septiembre: en Costa Rica se estrena la obra teatral La Segua de Alberto Cañas. Es basada en la leyenda de la cegua.
- Alexander Solzhenitsyn: Archipiélago Gulag.
- Fundación de Médicos Sin Fronteras y de Greenpeace.
- George Lucas forma su propia compañía, Lucasfilm.
- Robert Silverberg gana el Premio Nébula por Tiempo de cambios.
- El Premio Planeta es para Condenados a vivir de José María Gironella.
- Sale Las célticas de la serie de Corto Maltés.

## Música clásica

### Fonografía
- Julio: en Múnich, Arturo Benedetti Michelangeli realiza su quinta grabación discográfica, una interpretación de las obras de Claude Debussy Images y Children's corner para el sello Deutsche Grammophon.

## Ciencia y tecnología
- 24 de marzo: descubrimiento de los asteroides (1872) Hélenos y (1877) Marsden.
- 17 de junio: descubrimiento del asteroide (2399) Terradas,
- 8 de septiembre: descubrimiento del asteroide (116) Sirona
- 26 de octubre: descubrimiento del asteroide (2047) Smetana.
- 15 de noviembre: sale a la venta el primer microprocesador comercial, el Intel 4004.
- John McCarthy gana el Premio Turing.
- Norman Pirie gana la Medalla Copley.
- Roger Penrose inventa las redes de espín.
- Entra en servicio la aerolínea Southwest.
- Perú: se funda el Centro Internacional de la Papa.

### Astronáutica
- 31 de enero: lanzamiento de la misión Apolo 14.
- 5 de febrero: alunizaje del Apolo 14, la tercera misión tripulada que camina sobre la Luna.
- 9 de mayo: fracasa el lanzamiento de la sonda Mariner 8.
- 10 de mayo: lanzamiento de la sonda Cosmos 419.
- 19 de mayo: lanzamiento de la sonda Mars 2.
- 28 de mayo: lanzamiento de la sonda Mars 3.
- 30 de mayo: se lanza la sonda estadounidense Mariner 9, dedicada a la investigación de Marte. Entra en órbita marciana el 13 de noviembre.
- 26 de julio: lanzamiento de la misión Apolo 15.
- 28 de octubre: lanzamiento del satélite británico Prospero X-3 a bordo de un cohete totalmente británico.
- 15 de noviembre: lanzamiento del satélite artificial Explorer 45.

## Deporte

### Atletismo
- Del 10 al 15 de agosto X Campeonato Europeo de Atletismo, celebrado en Helsinki (Finlandia).
  - Medallero   República Democrática Alemana.

### Automovilismo
- Jackie Stewart se consagra campeón del mundo de Fórmula 1.

### Ciclismo
- Ferdinand Bracke gana la Vuelta ciclista a España.
- Eddy Merckx gana el Tour de Francia.
- Gosta Pettersson gana el Giro de Italia.

### Fútbol
- El Ajax de Ámsterdam gana su primera copa de Europa al vencer por 2-0 al Panathinaikos griego en la final con goles de Van Dijk y Haan.
- Europa: Johan Cruyff recibe el Balón de Oro.
- Copa Libertadores de América: Nacional de Uruguay, gana su primera Copa Libertadores de América derrotando en la final a Estudiantes de La Plata, obteniendo su primer título internacional.
- Copa Intercontinental: Nacional de Uruguay, gana su primera Copa Intercontinental derrotando en la final al Panathinaikos de Grecia, obteniendo su segundo título internacional.
- Campeonato Uruguayo de Fútbol: Nacional se consagra campeón por trigésima vez.
- 19 de diciembre: en Brasil, el Clube Atlético Mineiro gana su primer Campeonato brasileño de fútbol.
- 22 de diciembre: en la ciudad de Rosario (Argentina), el club Rosario Central gana su primer campeonato argentino de fútbol profesional de la AFA, venciendo en la final por 2 a 1 a San Lorenzo de Almagro, haciendo las veces de local en el estadio de Newell’s Old Boys.
- Campeonato Peruano de Fútbol: Universitario de Deportes se consagra campeón por décima cuarta vez.
- Fútbol Profesional Colombiano: Independiente Santa Fe (quinta vez).
- Primera División de Chile: Unión San Felipe obtiene su único título en la categoría.

## Cine
- Bananas de Woody Allen.
- Black Killer de Carlo Croccolo.
- Canciones para después de una guerra de Basilio Martín Patino.
- Conocimiento carnal de Mike Nichols.
- Chato, el apache (Chatos Land) de Michael Winner.
- Comando en el desierto (Raid on Rommel) de Henry Hathaway.
- Contacto en Francia (The French Connection) de William Friedkin. Ganadora del Óscar a la mejor película.
- Delicias holandesas (Wat zien ik) de Paul Verhoeven.
- Drácula y las mellizas (Twins of Evil) de John Hough.
- Duel de Steven Spielberg.
- Duelo a muerte en el OK corral (Doc) de Frank Perry.
- El bulevar del ron (Boulevard du rhum) con Brigitte Bardot.
- El Corsario Negro (Il Corsaro Nero) de Lorenzo Gicca Palli.
- El Decamerón (Il Decameron) de Pier Paolo Pasolini.
- El día negro (Giornata nera per l´ariete) de Luigi Bazzoni.
- El gato de las 9 colas (Il Gatto a nove code) de Dario Argento.
- El gran duelo (A Gunfight) de Lamont Johnson.
- El gran Jack (Big Jake) de George Sherman y John Wayne.
- El profe de Miguel M. Delgado.
- El seductor (The Beguiled) con Clint Eastwood.
- El último hombre... vivo (The Omega Man) de Boris Sagal.
- El violinista en el tejado de Norman Jewison.
- El visitante nocturno (The Night Visitor) de László Benedek.
- Escalofrío en la noche (Play Misty for me) con Clint Eastwood.
- Escipión el Africano (Scipione detto anche l´africano) de Luigi Magni.
- Españolas en París de Roberto Bodegas.
- Fata Morgana de Werner Herzog.
- Hannie Caulder de Burt Kennedy.
- Harold and Maude (Harold y Maude) de Hal Ashby.
- Harry el sucio (Dirty Harry) de Don Siegel.
- Kotch de Jack Lemmon.
- La amenaza de Andrómeda (The Andromeda Strain) de Robert Wise.
- La araucana (La conquista de Chile) de Julio Coll.
- La audiencia (L'Udienza) de Marco Ferreri.
- La bruja novata (Bedknobs and Broomsticks) de Robert Stevenson.
- La condesa Drácula (Countess Dracula) de Peter Sasdy.
- La década prodigiosa (La Décade prodigieuse) de Claude Chabrol.
- La luz del fin del mundo (The Light at the Edge of the World) de Kevin Billington.
- La mansión bajo los árboles (La maison sous les arbres) de René Clément.
- La muerte busca a un hombre de José Luis Merino.
- La naranja mecánica (A Clockwork Orange) de Stanley Kubrick. Es censurada por su contenido violento.
- La noche de Walpurgis de León Klimovsky.
- La novicia rebelde de Luis Lucia Mingarro.
- La salamandra (La Salamandre) de Alain Tanner.
- The Last Picture Show (La última película) de Peter Bogdanovich.
- Las aventuras de Pinocho (Le Avventure di Pinocchio) de Andrea Balestri, Gina Lollobrigida, Nino Manfredi, Franco Franchi, Ciccio Ingrassia, Vittorio de Sica y Ugo D´alessio.
- Las dos inglesas y el amor (Les deux angalises et le continet) de François Truffaut.
- Las manos del destripador (Hands of the ripper) de Peter Sasdy.
- Las petroleras (Les pétroleuses) con Brigitte Bardot.
- Las veinticuatro horas de Le Mans (Le Mans) de Lee H. Katzin.
- Látigo (Support Your Local Gunfighter) de Burt Kennedy.
- Le llamaban Trinidad (Lo chiamavano Trinità...) de Enzo Barboni.
- Los días de cabirio de Fernando Merino.
- Los vividores (McCabe & Mrs. Miller) de Robert Altman.
- Lucky Luke: el intrépido (Daisy Town) de René Goscinny.
- Macbeth (The Tragedy of Macbeth) de Roman Polanski.
- Malpertuis de Harry Kümel.
- Me debes un muerto de José Luis Sáenz de Heredia.
- Mecánica nacional de Luis Alcoriza.
- Muerte en Venecia (Morte a Venezia) de Luchino Visconti.
- Naves misteriosas (Silent Running) de Douglas Trumbull.
- Nicolás y Alejandra (Nicholas And Alexandra) de Franklin J. Schaffner.
- Orgullo de estirpe (The Horsemen) de John Frankenheimer.
- Pánico en Needle Parck (The Panic in Needle Park) de Jerry Schatzberg.
- Perros de paja (Straw Dogs) de Sam Peckinpah.
- ¡Que viene Valdez! (Valdez Is Coming) de Edwin Sherin.
- Réquiem por un vampiro (Vierges et vampires) de Jean Rollin.
- Santo contra la hija de Frankenstein de Miguel M. Delgado.
- Santo en la venganza de la momia (La venganza de la momia) de René Cardona.
- Sol rojo (Soleil rouge) de Terence Young.
- Solaris de Andréi Tarkovski.
- Supergolpe en Manhattan (The Anderson Tapes) de Sidney Lumet.
- Terror ciego (See No Evil) de Richard Fleischer.
- La banda de los Grissom (The Grissom Gang) de Robert Aldrich.
- THX 1138 de George Lucas.
- Una mariposa con las alas ensangrentadas (Una Farfalla con le ali insanguinate) de Duccio Tessari.
- Virgen entre los muertos vivientes (Christina, princesse de l´érotisme) de Jess Franco.

### Premios y Festivales
- 43.ª edición de los Premios Óscar celebrado el 15 de abril de 1971.
  - Mejor Película: Patton.
  - Mejor dirección: Franklin J. Schaffner por Patton.
  - Mejor actriz: Glenda Jackson por Mujeres enamoradas.
  - Mejor actor: George C. Scott por Patton.

- 24ª edición del Festival Internacional de Cine de Cannes celebrada entre el 12 y el 27 de mayo de 1971.
  - Palma de Oro a la mejor película El mensajero de Joseph Losey.

- 21ª edición del Festival Internacional de Cine de Berlín celebrada entre el 25 de junio y el 6 de julio de 1971.
  - León de Oro a la mejor película El jardín de los Finzi-Contini (película) de Joseph Losey.

- 19ª edición del Festival Internacional de Cine de San Sebastián celebrada del 7 al 16 de julio de 1971.
  - Concha de Oro a la mejor película La rodilla de Clara, de Éric Rohmer.

## Música
- Led Zeppelin pública su canción Stairway To Heaven.
- 11 y 12 de septiembre: en México se realiza el Festival de Rock y Ruedas de Avándaro, el cual ha sido denominado el "Woodstock de México" por su música psicodélica y amor libre.
- Formación del grupo británico originario de Birmingham Electric Light Orchestra.
- Aparece el grupo de rock Eagles.
- En junio, el cantante, actor y empresario Frank Sinatra anuncia su retiro del espectáculo.
- Creación del grupo alemán Kraftwerk.
- Karina: En un mundo nuevo (2.º puesto en el Festival de Eurovisión).
- Dionne Warwick abandona el sello Scepter, luego de una fuerte disputa con Burt Bacharach.
- Muere la voz principal de The Doors, Jim Morrison a la edad de 27 años, siendo un integrante más de El Club de los 27. Se encontraba alejado de la música y llevando una vida más holgada dedicándose a la poesía durante su estadía en París. Las causas de su fallecimiento siguen siendo una controversia, se encontraba tieso en su bañera el 3 de julio.
- Rod Stewart obtiene su primer número 1 considerable gracias a la canción Folk Pop Maggie May en gran parte de América. Extraído de su álbum Every Picture Tells a Story.

### Discografía
- Camarón de la Isla: álbum "Son tus ojos dos estrellas", con la autoría de Paco de Lucía y Antonio Sánchez
- Billy Joel: Cold Spring Harbor
- Black Sabbath: Master of Reality
- David Bowie: Hunky Dory
- Deep Purple: Fireball
- The Beach Boys: Surf's Up
- The Doors: L.A. Woman (abril), Other Voices (octubre).
- Elton John: Tumbleweed Connection
- Elvis Presley: Elvis Country
- Frank Sinatra: "Sinatra & Company". «Álbum publicado en marzo por el sello discográfico Reprise Records».
- Genesis: Nursery crime
- George Harrison: The concert for Bangladesh
- Jeanette: Soy rebelde
- Jethro Tull: Aqualung
- Joan Manuel Serrat: Mediterráneo
- John Lennon: Imagine
- Joni Mitchell: Blue
- José José: Buscando una sonrisa
- Juan Gabriel: El alma joven
- King Crimson: Islands (álbum de King Crimson)
- Led Zeppelin: Led Zeppelin IV
- Maitén Montenegro: Canción para una esposa triste
- Marvin Gaye: What's going on
- Michael Jackson: Got to be there
- Módulos: Solo tú, Adiós al ayer (sencillo 4.º).
- Módulos: Variaciones (LP 2.º).
- Paul McCartney: Wings wild life
- Pink Floyd: Meddle, Relics
- La Revolución de Emiliano Zapata: La revolución de Emiliano Zapata
- Roberto Carlos: Detalhes o Detalles
- The Rolling Stones: Sticky fingers y Gimme Shelter
- Tormenta: Adiós, chico de mi barrio
- Santana: Santana III
- Supertramp: Indelibly Stamped
- Olivia Newton-John: If not for you
- Los Tigres del Norte: Cuquita
- Los Tíos Queridos: Si me ves volar
- Uriah Heep: Look at yourself
- Uriah Heep: Salisbury
- The Who: Who's Next
- Víctor Jara: El derecho de vivir en paz
- Yes: The Yes Album, Fragile

### Festivales
- El 3 de abril se celebra la XVI edición del Festival de la Canción de Eurovisión en Dublín  Irlanda.
  - Ganador/a: La cantante Séverine con la canción «Un banc, un arbre, une rue» representando a Mónaco .

## Premios Nobel
- Física: Dennis Gabor.[2]
- Química: Gerhard Herzberg.[2]
- Medicina: Earl W. Sutherland, Jr..[2]
- Literatura: Pablo Neruda.[2]
- Paz: Willy Brandt.[2]
- Economía: Simon Kuznets.[2]